# Proclamación de la República (Brasil)

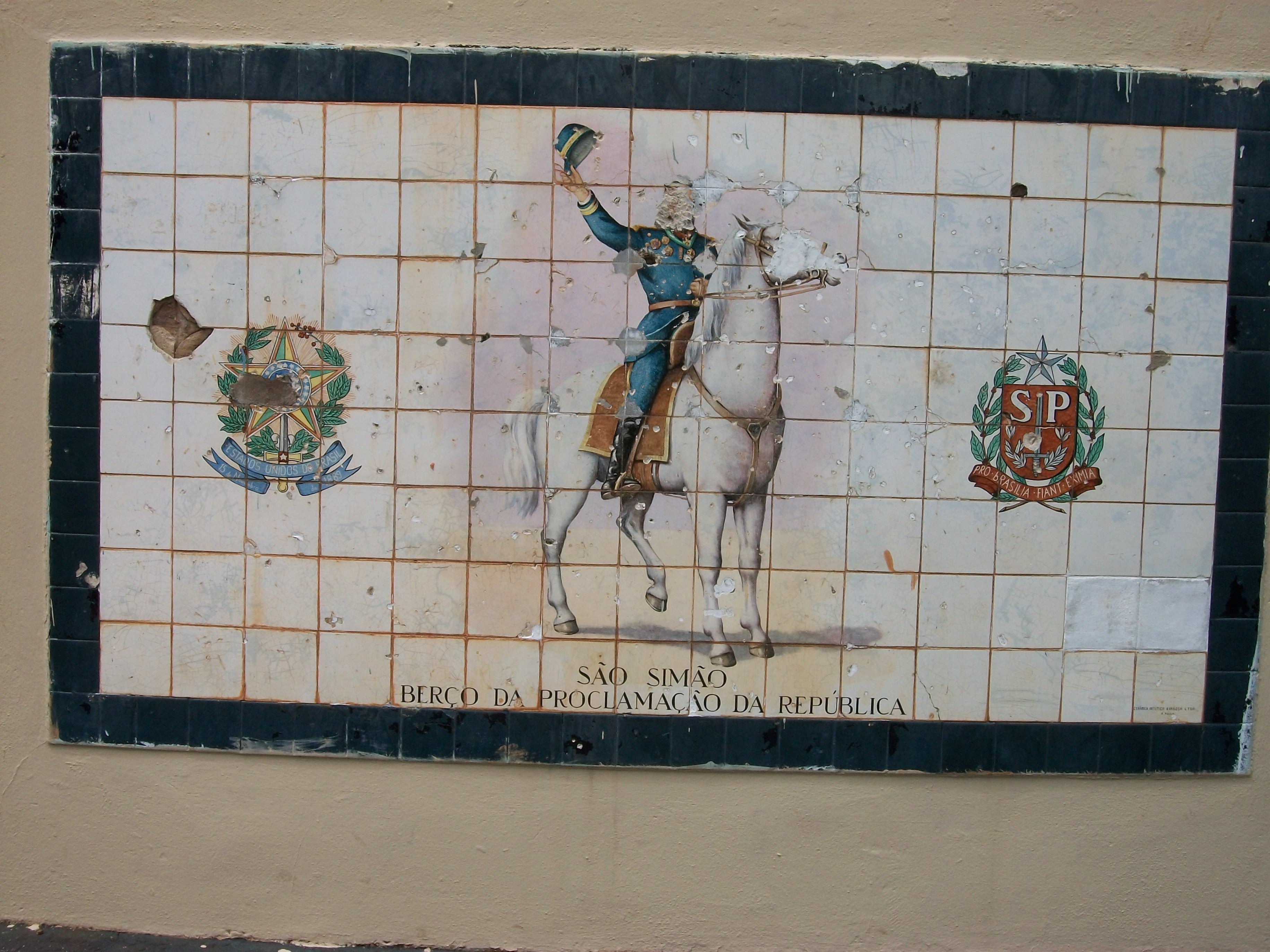
Mosaico de San Simón en homenaje a la proclamación de la república brasileña

La Proclamación de la República (en portugués: Proclamação da República), Golpe de 1889 o Golpe de la República fue un golpe de Estado militar que instauró la República de los Estados Unidos del Brasil el 15 de noviembre de 1889. Se apoderó de la monarquía constitucional del Imperio del Brasil y puso fin al reinado del emperador Pedro II de Brasil.

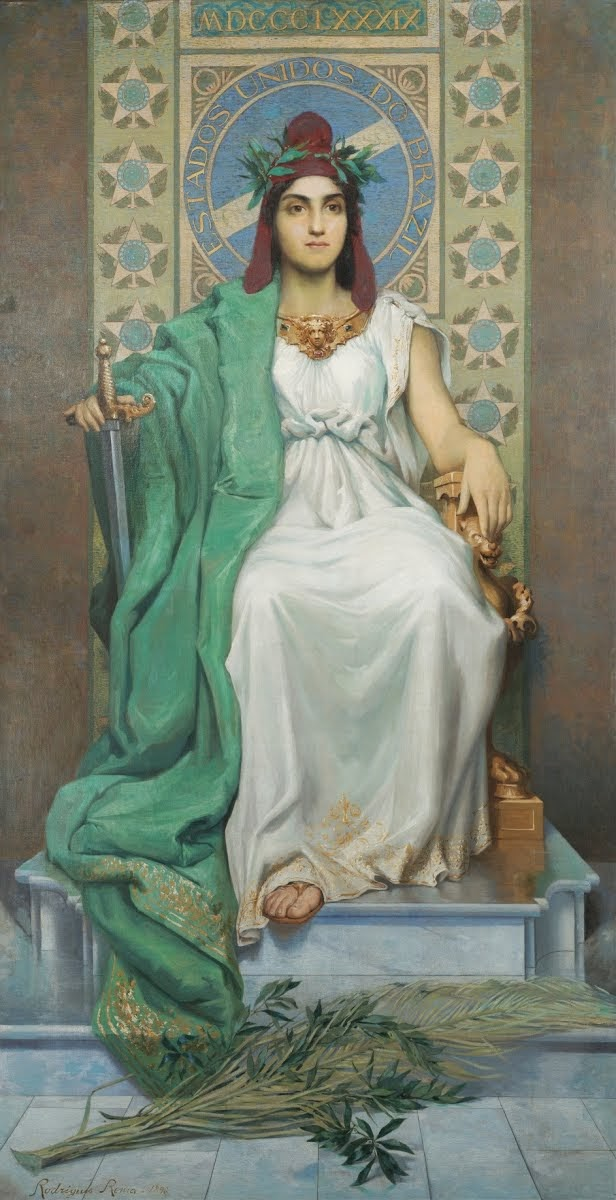
"Alegoría de la República", cuadro de Manuel Lopes Rodrigues perteneciente al acervo del Museo de Arte de Bahía

Mariscal Manuel Deodoro de Fonseca

El golpe de Estado se produjo en Río de Janeiro, entonces capital del Imperio, cuando un grupo de militares del Ejército Imperial, encabezados por el mariscal Deodoro da Fonseca, dieron un golpe de Estado sin recurrir a la violencia, deponiendo al emperador Pedro II y al primer ministro de Brasil, el vizconde de Ouro Preto.
Ese mismo día, 15 de noviembre, se instauró un gobierno provisional, con el mariscal Deodoro da Fonseca como presidente de la República y jefe del Gobierno interino.

## Situación política de Brasil en 1889
El gobierno imperial, a través del 37.º y último gabinete ministerial, creado el 7 de junio de 1889, bajo el mando del presidente del Consejo de Ministros del Imperio, Afonso Celso de Assis Figueiredo, vizconde de Ouro Preto, del Partido Liberal, percibiendo la difícil situación política en que se encontraba, presentó, en una última y desesperada tentativa de salvar el imperio, a la Cámara General, un programa de reformas políticas en el cual constaban, entre otras, las medidas siguientes: mayor autonomía administrativa para las provincias, libertad de voto, libertad de enseñanza, reducción de las prerrogativas del Consejo de Estado del Brasil y mandatos no vitalicios para el Senado Federal. Las propuestas del vizconde de Ouro Preto buscaban preservar el régimen monárquico en el país, pero fueron vetadas por la mayoría de los diputados de tendencia conservadora que controlaba la Cámara General. El 15 de noviembre de 1889, la república era proclamada.

## Pérdida de prestigio de la monarquía brasileña
Muchos fueron los factores que llevaron al Imperio a perder el apoyo de sus bases económicas, militares y sociales. De parte de los grupos conservadores por las serias fricciones con la Iglesia católica (en la "cuestión religiosa"); por la pérdida del apoyo político de los grandes hacendados en virtud de la abolición de la esclavitud, ocurrida en 1888, sin la indemnización de los propietarios de esclavos.
De parte de los grupos progresistas, había la crítica de que la monarquía había mantenido, hasta muy tarde, la esclavitud en el país. Los progresistas criticaban, también, la ausencia de iniciativas con vistas al desarrollo del país fuera económico, político o social, el mantenimiento de un régimen político de castas y el voto censitario, es decir, con base en la renta anual de las personas, la ausencia de un sistema de enseñanza universal, los altos índices de analfabetismo y de miseria y el alejamiento político de Brasil en relación con todos los demás países del continente, que eran republicanos.
Así, al mismo tiempo en que la legitimidad imperial decaía, la propuesta republicana, percibida como significando el progreso social, ganaba espacio. Sin embargo, es importante notar que la legitimidad del Emperador era distinguida de la del régimen imperial: mientras, por un lado, la población, de modo general, respetaba y gustaba de Don Pedro II, por otro lado, tenía cada vez menos en cuenta el propio imperio. En ese sentido, era voz corriente en la época, que no habría un tercer reinado, o sea, la monarquía no continuaría existiendo después del fallecimiento de Don Pedro II, sea debido a la falta de legitimidad del propio régimen monárquico, sea debido al repudio público al príncipe consorte, marido de la princesa Isabel, el francés Conde d'Eu. El conde tenía fama de arrogante, no oía bien, hablaba con acento francés y, además de todo, era dueño de viviendas en Río, por las cuales cobraba alquileres exorbitantes a gente pobre. Se temía que, cuando Isabel subiera al trono, El Conde d'Eu se convirtiera en el verdadero emperador de Brasil.
Aunque la frase de Aristides Lobo (periodista y líder republicano paulista, después hecho ministro del gobierno provisional), "El pueblo asistió bestializado" a la proclamación de la república haya entrado en la historia, investigaciones históricas más recientes, han dado otra versión a la aceptación de la república entre el pueblo brasileño. Es el caso de la tesis defendida por Maria Tereza Chaves de Mello (La República Consentida, Editora de la FGV, EDUR, 2007), que indica que la república, antes y después de la proclamación, era vista popularmente como un régimen político que traería el desarrollo, en sentido amplio, para el país.

## Antecedentes de la proclamación de la República

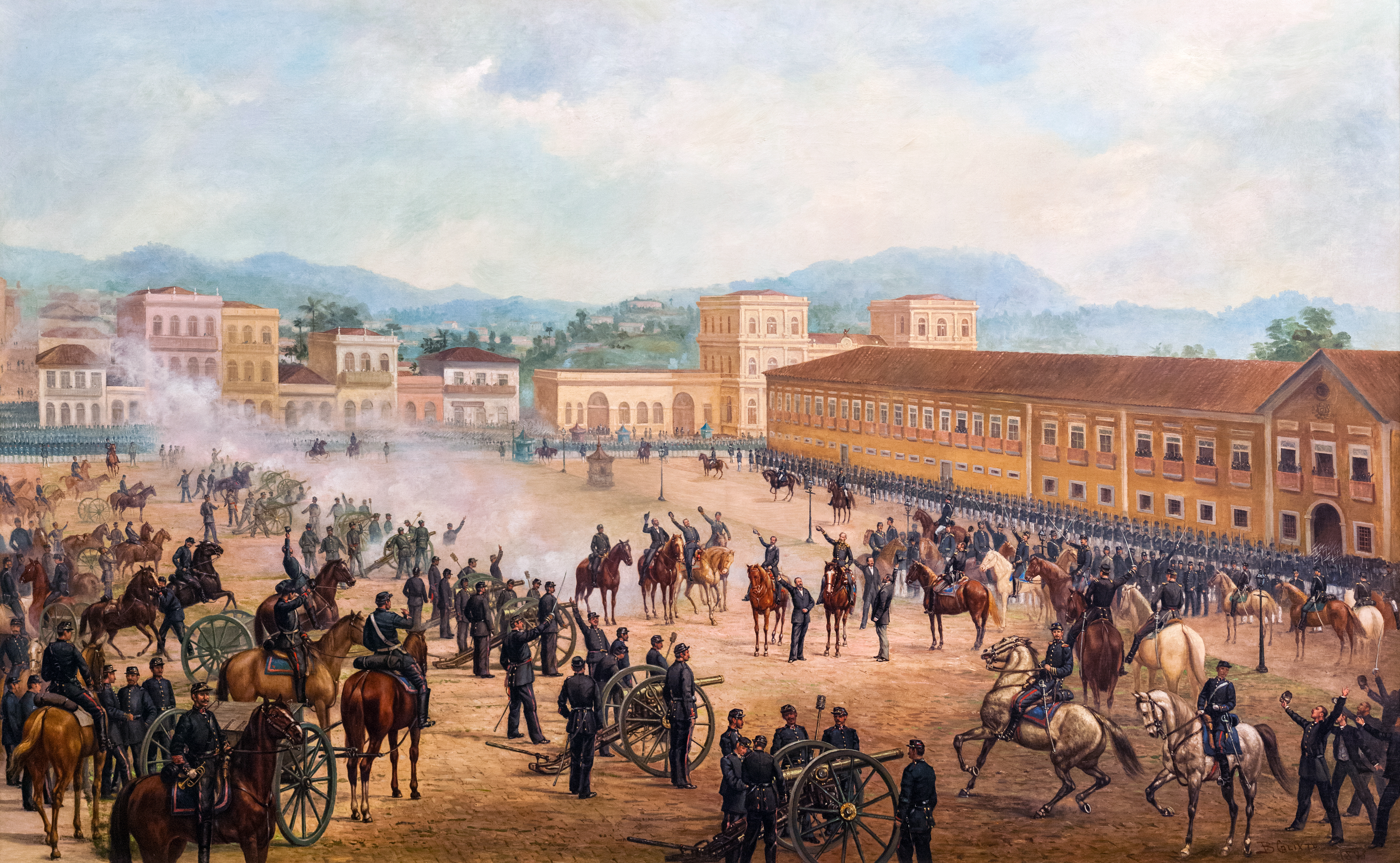
Óleo sobre lienzo de Benedito Calixto, llamado Proclamación de la República

A partir de la década de 1870, como consecuencia de la Guerra del Paraguay (también llamada de Guerra de la Triple Alianza) (1864-1870), fue tomando cuerpo la idea de algunos sectores de la élite de cambiar el régimen político vigente. Factores que influenciaron ese movimiento:
- El emperador Don Pedro II tenía dos hijas —sus dos hijos varones habían muerto en la infancia—. El trono sería ocupado, después de su muerte, por su hija mayor, la princesa Isabel, casada con un francés, Gastón de Orléans, Conde d'Eu, lo que generaba el recelo en parte de la población de que el país fuera gobernado por un extranjero.
- El hecho de que los negros hayan apoyado el ejército en la Guerra del Paraguay y, cuando retornaron al país, permanecieran como esclavos, o sea, no ganaron la manumisión de sus dueños.

### Crisis económica
La crisis económica se agravó en función de los elevados gastos financieros generadas por la Guerra de la Triple Alianza, cubiertas por capitales externos. Los préstamos brasileños se elevaron de 3 000 000 de libras esterlinas en 1871 a casi 20 000 000 en 1889, lo que causó una inflación de la orden de 1,75 por ciento al año.

### Cuestión abolicionista
La cuestión abolicionista se imponía desde la abolición del tráfico negrero en 1850, encontrando viva resistencia entre las élites agrarias tradicionales del país. Contra las medidas adoptadas por el Imperio para la gradual extinción del régimen esclavista, debido a la repercusión de la experiencia fallida en los Estados Unidos de liberación general de los esclavos que habían llevado aquel país a la guerra civil, esas élites reivindicaban del Estado indemnizaciones proporcionales al precio total que habían pagado por los esclavos a ser liberados por ley. Estas indemnizaciones serían pagadas con préstamos externos.
Con el decreto de la Ley Áurea (1888), y el dejar de indemnizar esos grandes propietarios rurales, el imperio perdió su último pilar de sustentación. Llamados como "republicanos de última hora" o Republicanos del 13 de mayo, los expropietarios de esclavos adhirieron a la causa republicana, no a causa de un sentimiento, sino como una "venganza" contra la monarquía.
En la visión de los progresistas, el Imperio de Brasil se mostró bastante lento en la solución de la llamada "Cuestión Servil", lo que, sin dudas, minó su legitimidad a lo largo de los años. Aún la adhesión de los expropietarios de esclavos, que no fueron indemnizados, a la causa republicana, evidencia lo mucho que el régimen imperial estaba vinculado a la esclavitud.
Así, después que la princesa Isabel firmara la Ley Áurea, João Maurício Wanderley, Barón de Cotegipe, el único senador del imperio que votó contra el proyecto de abolición de la esclavitud, profetizó:

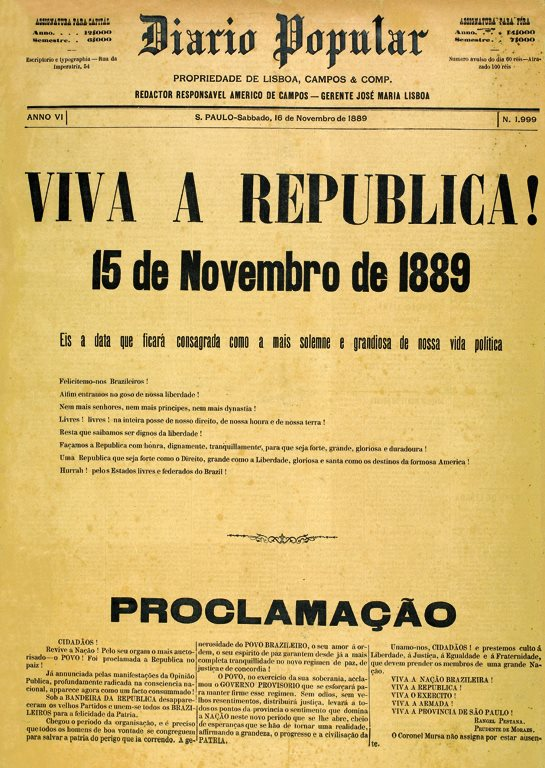
Diário Popular del 16 de noviembre de 1889. Archivo Nacional de Brasil.

### Cuestión religiosa
Desde el periodo colonial, la Iglesia Católica, en cuanto institución, se encontraba sometida al estado. Eso se mantuvo después de la independencia y significaba, entre otras cosas, que ninguna orden del papa podría entrar en vigor en Brasil sin que fuera previamente aprobada por el emperador (Beneplácito Régio). Ocurre que, en 1872, Vital Maria Gonçalves de Olivo y Antônio de Macedo Costa, obispos de Olinda y Belén respectivamente, resolvieron seguir, por cuenta propia, las órdenes de Papa Pio IX, que excluían, de la iglesia a los masones. Como los miembros de más alta influencia en el Brasil monárquico eran masones (algunos libros también citan el propio don Pedro II cómo masón), la bula no fue ratificada.
Los obispos rechazaron obedecer al emperador, siendo arrestados. En 1875, gracias a la intervención del masón Duque de Caxias, los obispos recibieron el perdón imperial y fueron puestos en libertad. Pero, en el episodio, la imagen del imperio se desgastó junto a la Iglesia Católica. Y este fue un factor agravante en la crisis de la monarquía, pues el apoyo de la Iglesia Católica a la monarquía siempre fue esencial a la subsistencia de la misma.

### Cuestión militar
Los militares del Ejército Brasileño estaban descontentos con la prohibición, impuesta por la monarquía, por la cual sus oficiales no podían manifestarse en la prensa sin previa autorización del Ministro de Guerra. Los militares no poseían autonomía de toma de decisión sobre la defensa del territorio, estando sujetos a las órdenes del emperador y del Gabinete de Ministros, formado por civiles, que se sobreponían a las órdenes de los generales. Así, en el imperio, la mayoría de los ministros de la guerra eran civiles.
Además de eso, frecuentemente los militares del Ejército Brasileño se sentían desprestigiados y no respetados. Por un lado, los dirigentes del imperio eran civiles, cuya selección era extremadamente elitista y cuya formación era escolástica, pero que resultaba en puestos altamente remunerados y valorados; por otro lado, los militares tenían una selección más democrática y una formación más técnica, pero que no resultaban ni en valorización profesional ni en reconocimiento político, social o económico. Las promociones en la carrera militar eran difíciles de ser obtenidas y estaban basadas en criterios personalistas en vez de promociones por mérito y antigüedad.
La Guerra del Paraguay, además de difundir los ideales republicanos, demostró a los militares esa devaluación de la carrera profesional, que se mantuvo y aún se acentuó después del final de la guerra. El resultado fue la percepción, de parte de los militares, de que se sacrificaban por un régimen que los consideraba poco y que daba mayor atención a la Marina de Brasil.

### Actuación de los republicanos y de los positivistas
Durante la Guerra del Paraguay, el contacto de los militares brasileños con la realidad de sus vecinos sudamericanos los llevó a reflexionar sobre la relación existente entre los regímenes políticos y los problemas sociales. A partir de eso, comenzó a desarrollarse, tanto entre los militares de carrera cuanto entre los civiles convocados para luchar en el conflicto, un interés mayor por el ideal republicano y por el desarrollo económico y social brasileño.
De esa forma, no fue casual que la propaganda republicana haya tenido, por marco inicial, la publicación del Manifiesto Republicano en 1870 (año en que terminó la Guerra del Paraguay), seguido por la Convención de Itu en 1873 y por el surgimiento de los clubes republicanos, que se multiplicaron, a partir de entonces, por los principales centros en el país.
Además de eso, varios grupos fueron fuertemente influenciados por la masonería (Deodoro de Fonseca era masón, así como todo su ministerio) y por el positivismo de Auguste Comte, especialmente, después de 1881, cuando surgió la Iglesia positivista de Brasil. Sus directores, Miguel Lemos y Raimundo Teixeira Mendes, iniciaron una fuerte campaña abolicionista y republicana.
La propaganda republicana era realizada por los que, después, fueron llamados como "republicanos históricos" (en oposición a aquellos que se hicieron republicanos solo después del 15 de noviembre, llamados como "republicanos del 16 de noviembre").
Las ideas de muchos de los republicanos estaban vinculadas por el periódico La República. Según algunos investigadores, los republicanos se dividían en dos corrientes principales:
- Los evolucionistas, que admitían que la proclamación de la república era inevitable, no justificando una lucha armada;
- Los revolucionarios, que defendían la posibilidad de coger armas para conquistarla, con movilización popular y con reformas sociales y económicas.

Aunque hubiera diferencias entre cada uno de esos grupos en lo tocante a las estrategias políticas para la implementación de la república y también en cuanto al contenido sustantivo del régimen a instituir, la idea general, común a los dos grupos, era la de que la república debería ser un régimen progresista, contrapuesto a la exhausta monarquía. De esa forma, la propuesta del nuevo régimen se revestía de un carácter social revolucionario y no solo del de un mero cambio de los gobernantes.

## Golpe militar de 15 de noviembre de 1889 y la proclamación de la República

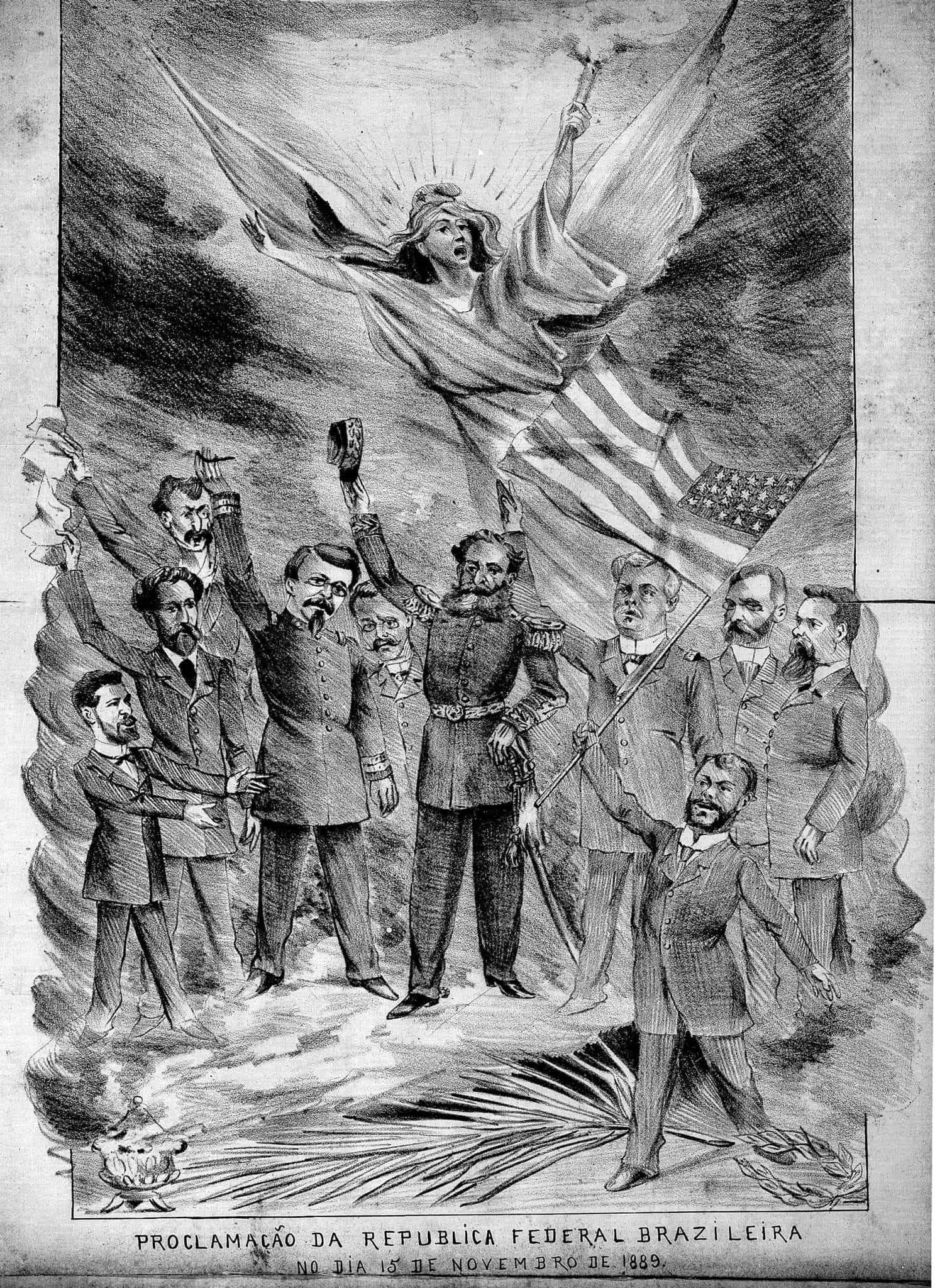
Caricatura de la proclamación de la República, con José do Patrocinio en primer plano.

En Río de Janeiro, los republicanos insistieron en que el mariscal Deodoro da Fonseca, un monarquista, dirigiera el movimiento revolucionario que sustituiría la monarquía por la república.
Tras mucha insistencia de los revolucionarios, Deodoro da Fonseca acordó en liderar el movimiento militar.
Según relatos históricos, el 15 de noviembre de 1889, comandando algunos centenares de soldados que se movían por las calles de la ciudad de Río de Janeiro, el mariscal Deodoro, así como buena parte de los militares, pretendían solo derrocar el entonces Jefe del Gabinete Imperial (equivalente a primer ministro), el vizconde de Ouro Preto. "Los principales culpables de todo eso [la proclamación de la República] son el conde D'Eu y el vizconde de Ouro Preto: el último por perseguir el Ejército y el primero por consentir en esa persecución", diría más tarde Deodoro.
El golpe militar, que estaba previsto para el 20 de noviembre de 1889, tuvo que ser anticipado. El día 14, los conspiradores divulgaron el rumor de que el gobierno había mandado prender a Benjamin Constant Botelho de Magalhães y Deodoro de Fonseca. Posteriormente se confirmó que era el mismo rumor. Así, los revolucionarios anticiparon el golpe de Estado, y, en la madrugada del día 15 de noviembre, Deodoro se dispuso a liderar el movimiento de tropas del ejército que puso fin al régimen monárquico en Brasil.
Los conspiradores se dirigieron a la residencia del mariscal Deodoro, que estaba enfermo, con disnea, y acaban por convencerlo de liderar el movimiento. Aparentemente decisivo para Deodoro fue saber que, a partir del 20 de noviembre, el nuevo presidente del Consejo de Ministros del Imperio sería Silveira Martins, un viejo rival. Deodoro y Silveira Martins eran enemigos desde el tiempo en que el mariscal sirviera en Río Grande del Sur, cuando ambos disputaron las atenciones de la baronesa do Triunfo, viuda muy bonita y elegante, que, según los relatos de la época, había preferido a Silveira Martins. Desde entonces, Silveira Martins no perdía oportunidad para provocar a Deodoro desde la tribuna del Senado, insinuando que malversava fondos y hasta desafiando su eficacia como militar.
Además de eso, el major Frederico Sólon de Sampaio Ribeiro dijo a Deodoro que una supuesta orden de prisión contra él había sido expedida, argumento que convenció finalmente al viejo mariscal a proclamar la República el día 16 y a exiliar la Familia Imperial esa noche, para evitar una eventual conmoción popular.

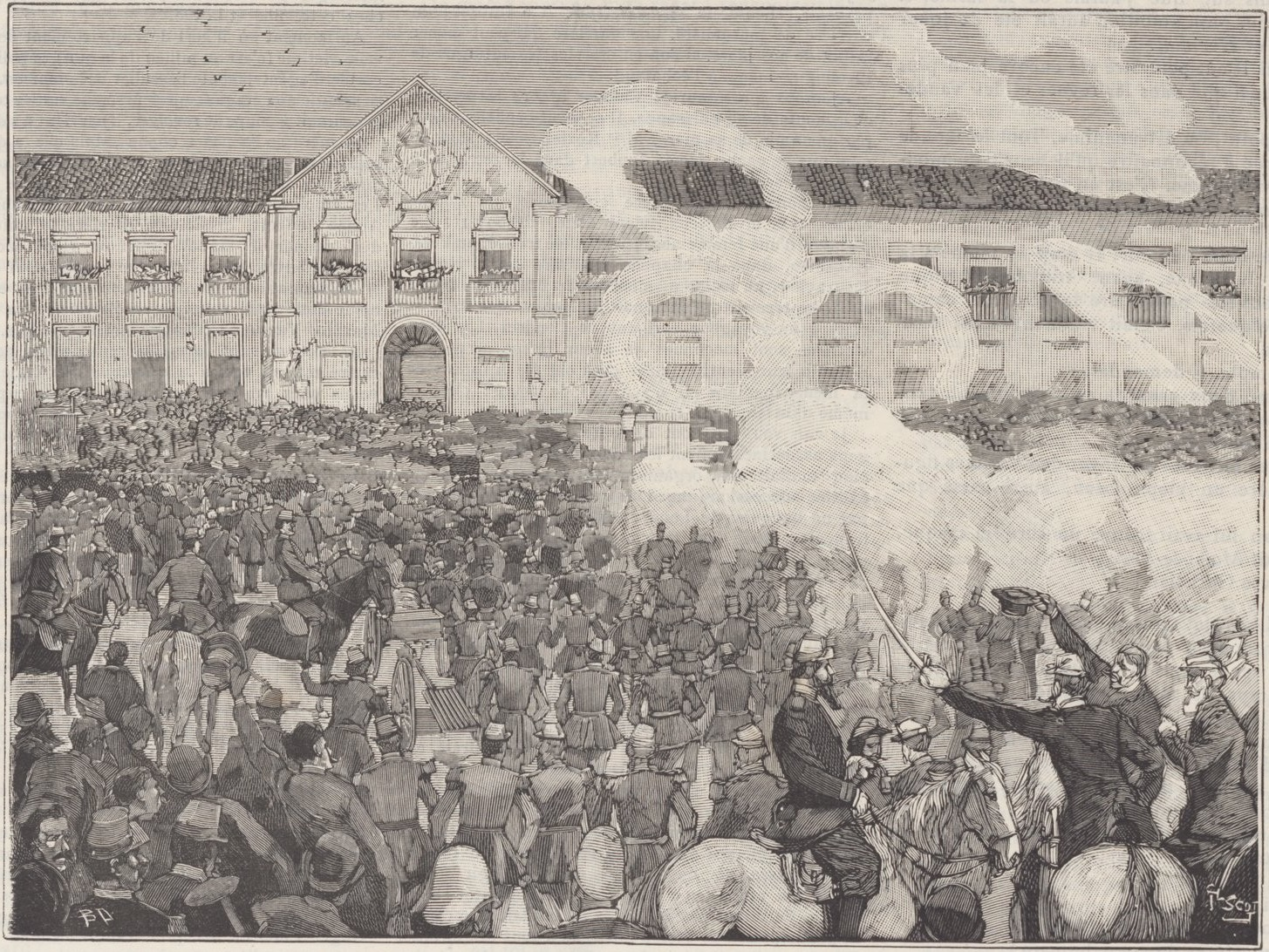
Proclamación de la República en Río de Janeiro (por Georges Scott, publicado en Le Monde Illustré, nº 1.708, 21/12/1889).

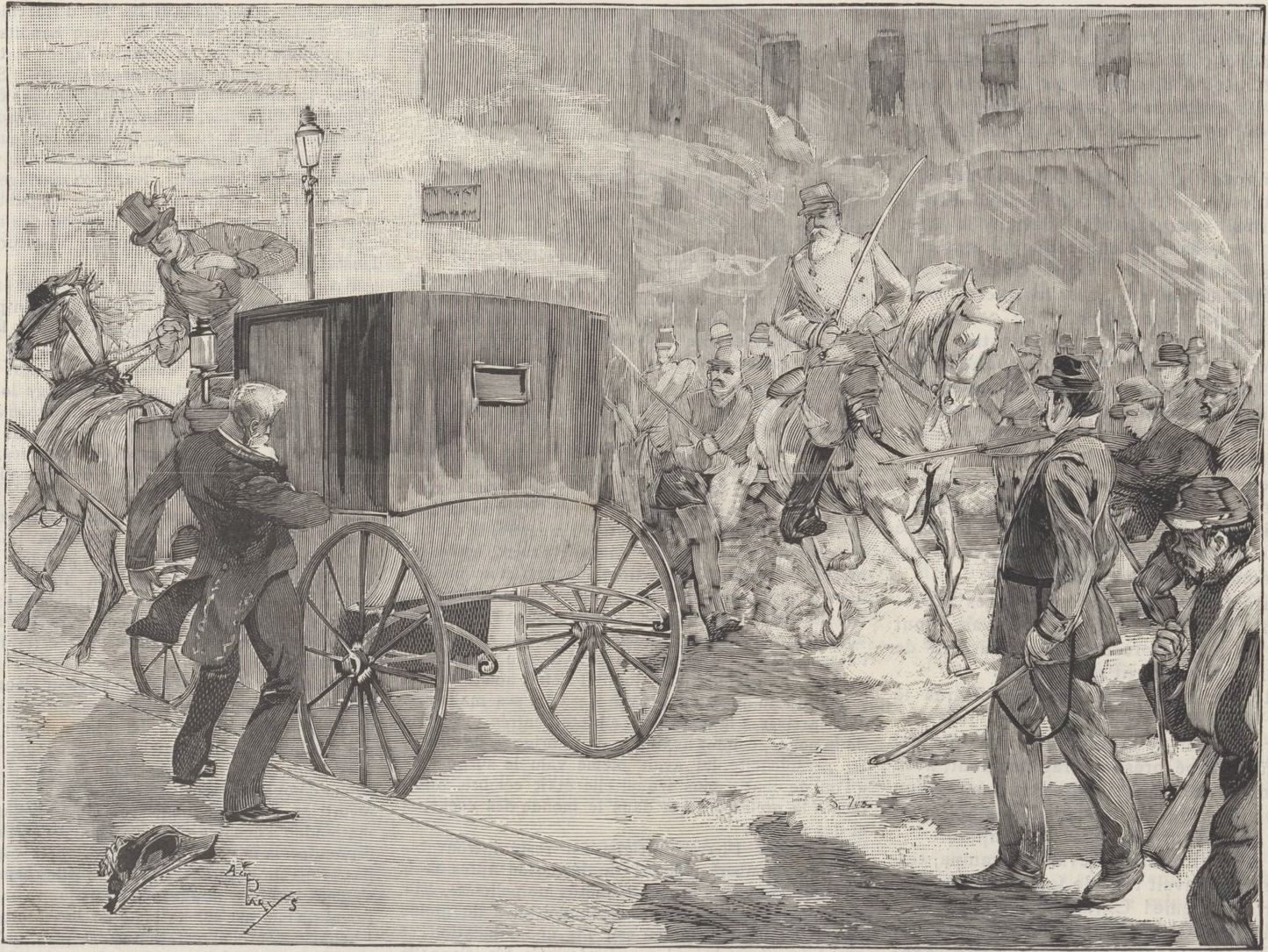
Atentado contra el Barón de Ladario, entonces ministro de Marina.

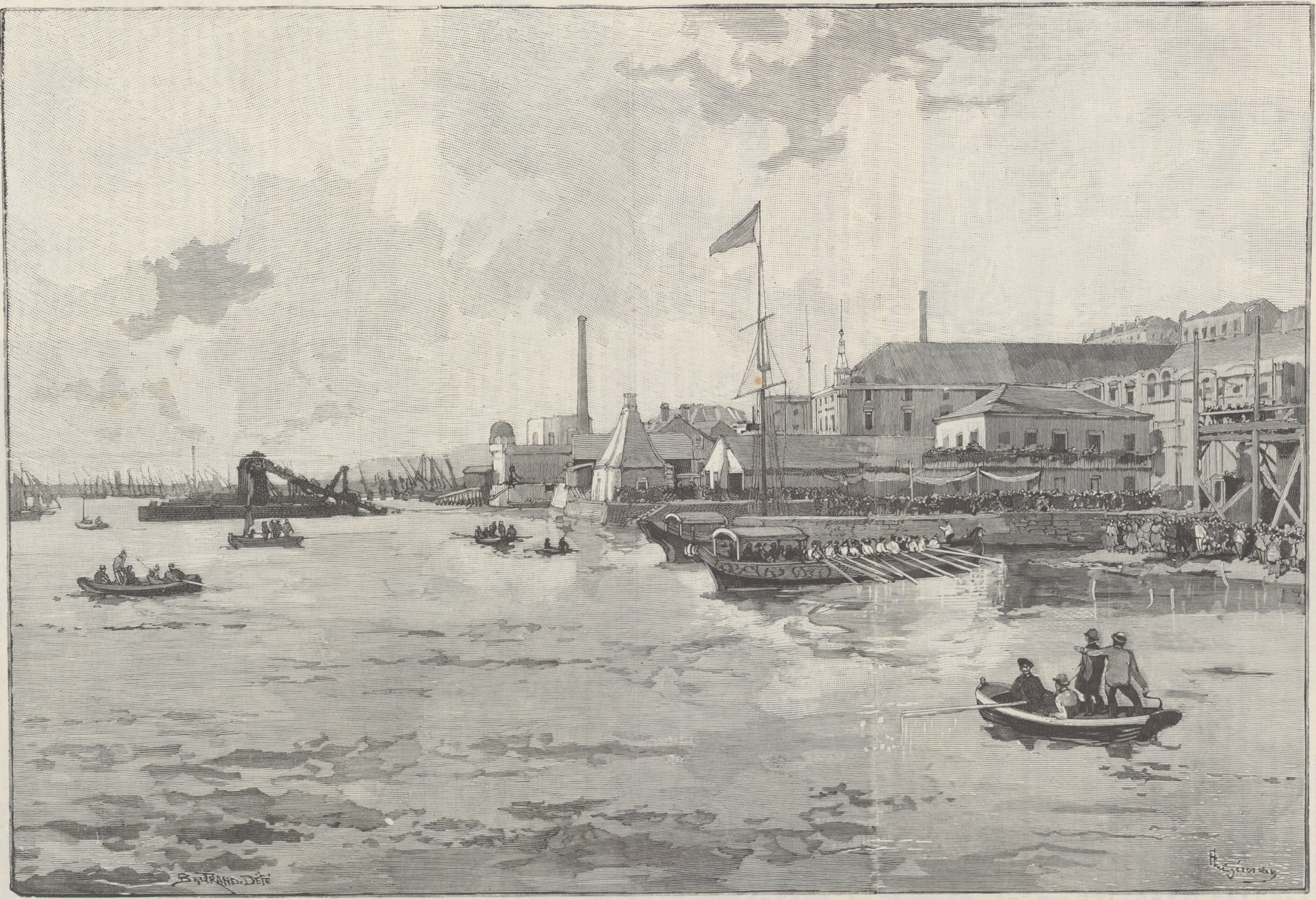
Desembarco de Don Pedro II en Lisboa: la nave imperial atraca en el Arsenal de la Marina.

Convencido de que sería prendido por el gobierno imperial, Deodoro salió de su residencia al amanecer del día 15 de noviembre, atravesó el Campo de Santana y, del otro lado del parque, instó a los soldados del batallón allí acuartelado, donde hoy se localiza el Palacio Duque de Caxias, a rebelarse contra el gobierno. Ofrecieron un caballo al mariscal, que en él montó, y, según testimonios, se quitó el sombrero y proclamó "Viva la República!". Después se apeó, atravesó nuevamente el parque y volvió para su residencia. La manifestación prosiguió con un desfile de tropas por la Calle Derecha, actual calle 1º de Marzo, hasta el Palacio Imperial.
Los revoltosos ocuparon el cuartel general de Río de Janeiro y después el Ministerio de la Guerra. Depusieron el gabinete ministerial y prendieron a su presidente, Alfonso Celso de Assis Figueiredo, vizconde de Ouro Preto.
En el Palacio Imperial, el presidente del gabinete (primer ministro), Visconde de Ouro Preto, había intentado resistir pidiendo al comandante del destacamento local y responsable por la seguridad del Palacio Imperial, general Floriano Peixoto, que enfrentara los amotinados, explicando al general Floriano Vieira Peixoto que había, en el lugar, tropas legalistas en número suficiente para derrotar a los revoltosos. El Visconde de Ouro Preto recordó a Floriano Peixoto que había enfrentado tropas mucho más numerosas en la Guerra del Paraguay. Sin embargo, el general Floriano Peixoto rehusó obedecer a las órdenes dadas por el vizconde de Ouro Preto y justificó su insubordinación, 
adhiriendo al movimiento republicano, Floriano Peixoto dio voz de arresto al jefe de gobierno vizconde de Ouro Preto.
El único herido en el episodio de la proclamación de la república fue el Barón de Ladario, que resistió a la orden de arresto dada por los amotinados y disparó un tiro. Consta que Deodoro no dirigió críticas al emperador Don Pedro II y que vacilaba en sus palabras. Los relatos dicen que fue una estrategia para evitar un derramamiento de sangre. Se sabía que Deodoro de Fonseca estaba con el teniente coronel Benjamin Constant a su lado y que había algunos líderes republicanos civiles en aquel momento.
En la tarde del mismo día 15 de noviembre, en la Cámara Municipal de Río de Janeiro, fue solemnemente proclamada la República.
En la noche, en la Cámara Municipal del Municipio Neutro, de Río de Janeiro, José do Patrocínio redactó la proclamación oficial de la República de los Estados Unidos de Brasil, aprobada sin votación. El texto fue para las rotativas de los periódicos que apoyaban la causa, y, solo al día siguiente, 16 de noviembre, fue anunciado al pueblo el cambio del régimen político de Brasil.
Don Pedro II, que estaba en Petrópolis, retornó a Río de Janeiro. Pensando que el objetivo de los revolucionarios era sólo sustituir el Gabinete de Ouro Preto, el emperador Don Pedro II intentó aún organizar otro gabinete ministerial, bajo la presidencia del consejero José Antônio Saraiva. El emperador, en Petrópolis, fue informado y decidió descender para la Corte. Al saber del golpe de Estado, el Emperador reconoció la caída del Gabinete de Ouro Preto y buscó anunciar un nuevo nombre para sustituir el Visconde de Ouro Preto. Sin embargo, como nada fuera dicho sobre la República hasta entonces, los republicanos más exaltados esparcieron el rumor de que el Emperador había escogido Gaspar da Silveira Martins, enemigo político de Deodoro de Fonseca desde los tiempos de Río Grande del Sur, para ser el nuevo jefe de gobierno. Deodoro de Fonseca entonces se convenció a adherir a la causa republicana. El Emperador fue informado de eso y, decepcionado, decidió no ofrecer resistencia.
Al día siguiente, el mayor Frederico Sólon de Sampaio Ribeiro entregó a Don Pedro II su partida para Europa, a fin de evitar perturbaciones políticas. La familia imperial brasileña se exilió en Europa, siéndoles permitida su vuelta a Brasil solo en la década de 1920.

## Diferentes visiones sobre la proclamación de la república

Propuesta de bandera creada por Lopes Trovão, izada en la Cámara Municipal de Río de Janeiro por José do Patrocinio el 15 de noviembre de 1889.

Versión alternativa del proyecto de Lopes Trovão, adoptado por cuatro días por el gobierno provisional republicano.

Primera versión de la actual bandera nacional, inspirada en la bandera del Imperio, con 21 estrellas, oficializada el 19 de noviembre de 1889.

Es posible considerar la legitimidad o no de la república en Brasil desde diferentes ángulos.
Desde el punto de vista del Código Criminal del Imperio de Brasil, sancionado el 16 de diciembre de 1830, el crimen cometido por los republicanos fue:
"Artículo 87: Intentar directamente, y por hechos, destronar el emperador; privarlo en todo, o en parte de su autoridad constitucional; o alterar el orden legítimo de la sucesión. Penas de prisión con trabajo por cinco a quince años. Si el crimen se consumara: Penas de prisión perpetua con trabajo en el grado máximo; prisión con trabajo por veinte años promedio; y por diez años como mínimo."
El vizconde de Ouro Preto, presidente del consejo de ministro depuesto el 15 de noviembre, entendía que la proclamación de la república fuera un error y que el Segundo Reinado había sido bueno, y así se expresó en su libro "Advento da ditadura militar no Brasil":

El Imperio no fue la ruina. Fue la conservación y el progreso. Durante medio siglo mantuvo íntegro, tranquilo y unido un territorio colosal. El imperio convirtió un país atrasado y poco poblado en grande y de fuerte nacionalidad, primera potencia sudamericana, considerada y respetada en todo el mundo civilizado. El imperio abolió de hecho la pena de muerte, extinguió la esclavitud, dio a Brasil glorias inmorales, paz interna, orden, seguridad y, más que todo, libertad individual como no hubo jamás en país alguno. ¿Cuáles son las faltas o crímenes de don Pedro II, que en casi cincuenta años de reinado nunca persiguió a nadie, nunca se acordó de una ingratitud, nunca vengó una injuria, siempre dispuesto a perdonar, olvidar y beneficiar? ¿Cuáles los errores cometidos que lo hizo merecedor de la deposición y exilio cuando, viejo y enfermo, más debía contar con el respeto y la veneración de sus conciudadanos? La República brasileña, como fue proclamada, es una obra de iniquidad. La República se levantó sobre los broches de la soldadesca amotinada, proviene de un origen delictivo, se realizó por medio de un atentado sin precedentes en la historia y tendrá una existencia efímera.
O Império não foi a ruína. Foi a conservação e o progresso. Durante meio século manteve íntegro, tranquilo e unido território colossal. O império converteu um país atrasado e pouco populoso em grande e forte nacionalidade, primeira potência sul-americana, considerada e respeitada em todo o mundo civilizado. O Império aboliu de fato a pena de morte, extinguiu a escravidão, deu ao Brasil glórias imorredouras, paz interna, ordem, segurança e, mas que tudo, liberdade individual como não houve jamais em país algum. Quais as faltas ou crimes de D. Pedro II, que em quase cinquenta anos de reinado nunca perseguiu ninguém, nunca se lembrou de uma ingratidão, nunca vingou uma injúria, pronto sempre a perdoar, esquecer e beneficiar? Quais os erros praticados que o tornou merecedor da deposição e exílio quando, velho e enfermo, mais devia contar com o respeito e a veneração de seus concidadãos? A República brasileira, como foi proclamada, é uma obra de iniquidade. A República se levantou sobre os broqueis da soldadesca amotinada, vem de uma origem criminosa, realizou-se por meio de um atentado sem precedentes na História e terá uma existência efêmera
Vizconde de Ouro Preto

El movimiento del 15 de noviembre de 1889 no fue el primero en buscar la república, aunque haya sido el único efectivamente exitoso, y, según algunas versiones, habría contado con el apoyo tanto de las élites nacionales y regionales cuánto de la población de un modo general:
- En 1788-1789, la conspiración denominada Conspiración Minera no buscaba solo la independencia, sino también la proclamación de una república en la Capitanía de Minas Gerais, seguida de una serie de reformas políticas, económicas y sociales;
- En 1817, a través de la Revolución pernambucana — único movimiento separatista del periodo colonial que sobrepasó la fase conspirativa y alcanzó el proceso revolucionario de toma del poder — Pernambuco tuvo gobierno provisional por 75 días;
- En 1824, Pernambuco y otros estados del Nordeste (territorios que pertenecían otrora a aquella provincia) crearon el movimiento independentista conocido como Confederación de Ecuador, igualmente republicano, considerado la principal reacción contra la tendencia absolutista y la política centralizadora del gobierno de Don Pedro I;
- En 1839, a raíz de la Guerra de los Farrapos, se proclamaron la República Riograndense y la República Juliana, respectivamente en el Río Grande del Sur y en Santa Catarina.

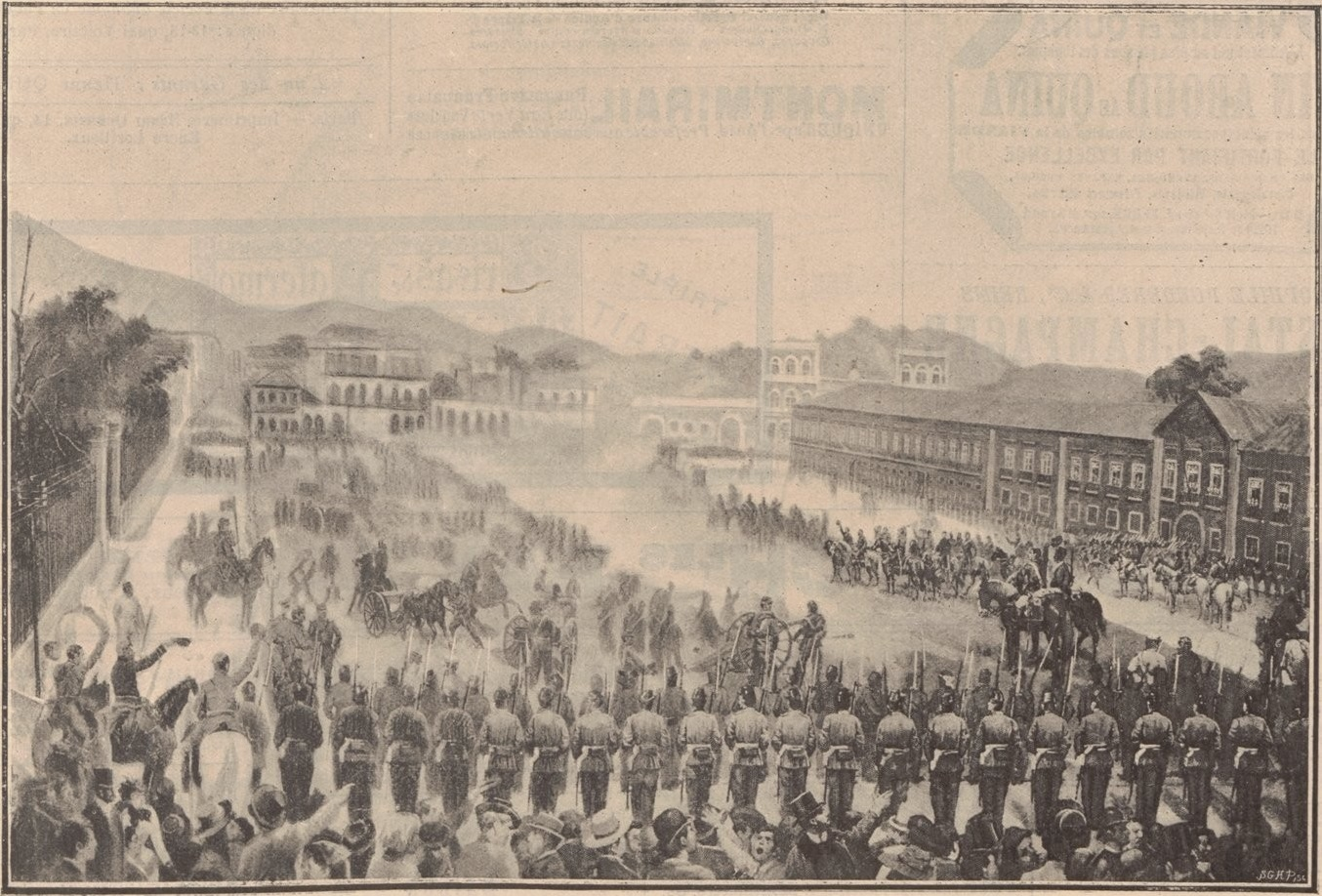
Proclamación de la República frente al Cuartel General de Río de Janeiro.

Aunque se argumente que no hubo participación popular en el movimiento que terminó con el régimen monárquico e implantó la república, el hecho es que tampoco hubo manifestaciones populares de apoyo a la monarquía, al emperador o de repudio al nuevo régimen.
Algunos investigadores argumentan que, si la monarquía fuera popular, hubiera habido enseguida movimientos contrarios a la república, además de la Guerra de Canudos. Sin embargo, según otros investigadores, lo que habría ocurrido sería una creciente concientización acerca del nuevo régimen y su aprobación por los más diferentes sectores de la sociedad brasileña. Una versión opuesta es dada por la investigadora, Maria de Lourdes Mónaco Janoti, en el libro "Los Subversivos de la República", en el cual relata el miedo que tuvieron los republicanos en las primeras décadas de la república, en relación con un posible restablecimiento de la monarquía en Brasil. Maria Janoti muestra también en su libro, la fuerte represión de parte de los republicanos, a toda tentativa de organizar grupos políticos monárquicos en aquella época.
En este sentido, un caso notable de resistencia a la república fue la del líder abolicionista José do Patrocínio, que, entre la abolición de la esclavitud y la proclamación de la república, se mantuvo fiel a la monarquía, no por una comprensión de las necesidades sociales y políticas del país, pero, románticamente, solo debido a una deuda de gratitud con la princesa Isabel. De hecho, en ese periodo de aproximadamente dieciocho meses, José del Patrocinio constituyó la llamada "Guardia Negra", que eran negros libertos organizados para causar confusiones y desorden en comícios republicanos, además de espantar los participantes de tales comícios.
En relación con la ausencia de participación popular en el movimiento del 15 de noviembre, un documento que tuvo gran repercusión fue el artículo de Aristides Lobo, que fuera testigo ocular de la proclamación de la República, en el Diario Popular de San Paulo, el 18 de noviembre, en el cual decía:
En la reunión en la casa de Deodoro, en la noche del 15 de noviembre de 1889, se decidió que se haría un referéndum popular, para que el pueblo brasileño aprobara o no, por medio del voto, la república. Sin embargo ese plebiscito solo ocurrió 104 años después, determinado por el artículo segundo del Acto de las Disposiciones Constitucionales Transitorias de la Constitución de 1988.
Según historiadores, la aristocracia cafetera del oeste paulista y los militares fueron los principales articuladores de la caída de la monarquía, pero sin una alianza formal.

## La proclamación de la República y el mantenimiento de Brasil como país unido

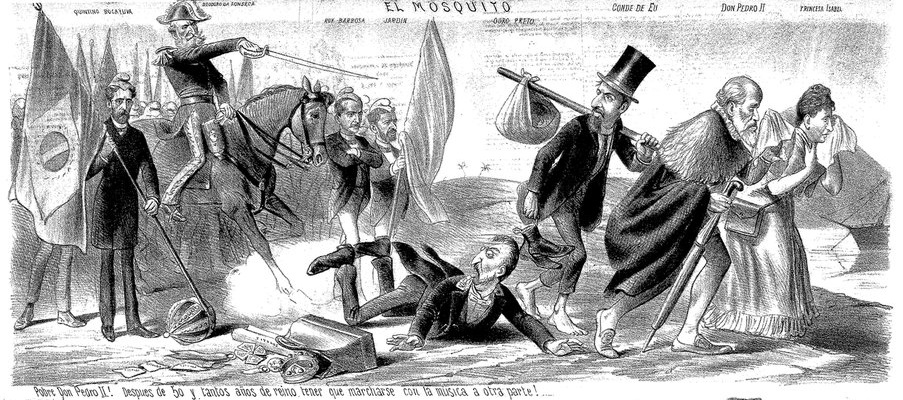
Proclamación de la República de Brasil (El Mosquito, 24/11/1889).

Con la proclamación de la república, "según todas las probabilidades", acabaría también el Brasil, pensaba, a fines del siglo XIX, el escritor portugués Eça de Queirós. "Dentro de poco" - añadía, en una de sus cartas de Fradique Mendes, publicadas tras su muerte bajo el título de "Cartas Inéditas de Fradique Mendes", y transcriptas por Gilberto Freyre en su obra "Orden y Progreso":
El sociólogo Gilberto Freyre entendió que Eça de Queirós erró rotundamente:

## Plebiscito de 1993
El 21 de abril de 1993, la opción "república" obtuvo 86 por ciento de los votos válidos, confiriendo, finalmente, legitimidad popular al régimen republicano brasileño. En el mismo plebiscito, el sistema presidencialista de gobierno fue legitimado por el voto popular.